# Aedeomyia squamipennis
Aedeomyia squamipennis is een muggensoort uit de familie van de steekmuggen (Culicidae). De wetenschappelijke naam van de soort is voor het eerst geldig gepubliceerd in 1878 door Lynch Arribálzaga.